# Doña Mencía
Doña Mencía è un comune spagnolo di 4 931 abitanti situato nella comunità autonoma dell'Andalusia.